# Liste der Bischöfe von Chichester
Die folgende Liste gibt Auskunft über alle Bischöfe von Selsey und Chichester im Süden Englands.

## Bischöfe von Selsey
| Name                         | von     | bis       | Bemerkungen                          |
| ---------------------------- | ------- | --------- | ------------------------------------ |
| Sankt Wilfrid (Wilfride)     | 681     | 686       | vertrieben von York                  |
| vakant                       | 686     | 705/709   |                                      |
| Eadberht                     | 705/709 | nach 716  | auch Abt von Selsey Abbey            |
| Eolla                        | 716/731 | 716/731   |                                      |
| Sigeferth (Seffridus, Sigga) | 733     | 747/765   |                                      |
| Aluberht                     | 747/765 | 772/780   |                                      |
| Osweald (auch Oswald, Osa)   | 765?    | 772/780   |                                      |
| Gislhere                     | um 776  | um 783    |                                      |
| Tota                         | 781/786 | 786/789   |                                      |
| Wihthun                      | 787/789 | 805/811   |                                      |
| Æthelwulf                    | 806/811 | 816/824   |                                      |
| Cynered                      | 816/824 | 839/845   |                                      |
| Guthheard                    | 839/845 | nach 860  |                                      |
| Wighelm                      | 860/901 | 909       |                                      |
| Beornheah                    | 909     | 930/931   |                                      |
| Wulfhun                      | 930/931 | 940/943   |                                      |
| Ælfred                       | 940/943 | 953/956   |                                      |
| Beorhthelm                   | 953/956 | 956/963   |                                      |
| Eadhelm                      | 956/963 | 979/980   |                                      |
| Æthelgar                     | 980     | 988       | Erzbischof von Canterbury 988–990    |
| Ordberht                     | 989     | 1009      | Abt von Chertsey                     |
| Ælfmær                       | 1009    | 1030/1031 |                                      |
| Æthelric I.                  | 1032    | 1038      |                                      |
| Grimcytel                    | 1039    | 1047      |                                      |
| Heca                         | 1047    | 1058      |                                      |
| Æthelric II.                 | 1058    | 1070      |                                      |
| Stigand                      | 1070    | 1075      | verlegt Bischofssitz nach Chichester |

## Bischöfe von Chichester
Die Bischöfe gehörten bis 1543 der römisch-katholischen Kirche an, ab 1559 nur mehr der Church of England:
| Name                                                 | von  | bis       | Bemerkungen                                                                           |
| ---------------------------------------------------- | ---- | --------- | ------------------------------------------------------------------------------------- |
| Stigand                                              | 1075 | 1088      |                                                                                       |
| Godfrey                                              | 1088 |           |                                                                                       |
| William                                              | 1088 | 1091      |                                                                                       |
| Ralph Luffa                                          | 1091 | 1125      |                                                                                       |
| Seffrid I.                                           | 1125 | 1147      | auch Abt von Glastonbury                                                              |
| Hilary                                               | 1147 | 1169      |                                                                                       |
| vakant                                               | 1169 | 1174      |                                                                                       |
| John of Greenford                                    | 1173 | 1180      |                                                                                       |
| Seffrid (Seffridus)                                  | 1180 | 1204      |                                                                                       |
| Simon von Wells                                      | 1204 | 1207      |                                                                                       |
| Nicholas de Aquila                                   | 1209 | 1214      |                                                                                       |
| Richard Poore                                        | 1215 | 1217      | danach Bischof von Salisbury                                                          |
| Ranulf von Wareham (Ralph de Warham)                 | 1218 | 1222      | auch Prior von Norwich                                                                |
| Ralph de Neville                                     | 1224 | 1244      | auch Lordkanzler, als Erzbischof in Canterbury gewählt, aber vom Papst zurückgewiesen |
| Robert Passelewe                                     | 1244 | 1244      | Wahl wurde vom Papst nicht anerkannt                                                  |
| Heiliger Richard de la Wich                          | 1245 | 1253      |                                                                                       |
| John of Climping                                     | 1253 | 1262      |                                                                                       |
| Stephen Bersted                                      | 1262 | 1287      |                                                                                       |
| Gilbert von St. Leonard (Gilbert de Sancto Leofardo) | 1288 | 1305      |                                                                                       |
| John Langton                                         | 1305 | 1337      | auch Lordkanzler                                                                      |
| Robert Stratford                                     | 1337 | 1362      | auch Erzdiakon von Canterbury; Lordkanzler und Kanzler von Oxford                     |
| William Lynn (Lullimore)                             | 1362 | 1368      | danach Bischof von Worcester                                                          |
| William Reade                                        | 1369 | 1385      |                                                                                       |
| Thomas Rushook                                       | 1386 | 1389      | auch Bischof von Llandaff                                                             |
| Richard Mitford                                      | 1390 | 1395      | danach Bischof von Salisbury                                                          |
| Robert Waldby                                        | 1395 | 1396      | auch Erzbischof von Dublin und York                                                   |
| Robert Reade                                         | 1397 | 1415      | vorher Bischof von Waterford und Carlisle                                             |
| Stephen Patrington                                   | 1417 | 1417      | auch Bischof von St Davids                                                            |
| Henry Ware                                           | 1418 | 1420      |                                                                                       |
| John Kemp                                            | 1421 | 1421      | auch Bischof von Rochester und London                                                 |
| Thomas Polton (Pulton)                               | 1421 | 1426      | auch Bischof von Hereford und Worcester                                               |
| John Rickingale                                      | 1426 | 1429      | auch Kanzler von York                                                                 |
| Simon Sydenham (Sidenham)                            | 1431 | 1438      |                                                                                       |
| Richard Praty (Pratty)                               | 1438 | 1445      |                                                                                       |
| Adam Moleyns (Molins)                                | 1446 | 1450      |                                                                                       |
| Reginald Pecock (Peacock)                            | 1450 | 1457      | vorher Bischof von St. Asaph                                                          |
| John Arundel                                         | 1459 | 1477      |                                                                                       |
| Edward Story                                         | 1478 | 1503      | vorher Bischof von Carlisle                                                           |
| Richard FitzJames (Richard Fitz-James)               | 1504 | 1506      | vorher Bischof von Rochester                                                          |
| Robert Sherburne (Sherburn; Sherbourne)              | 1508 | 1536      | vorher Bischof von St Davids                                                          |
| Richard Sampson                                      | 1536 | 1543      | danach Bischof von Lichfield                                                          |
| George Day                                           | 1543 | 1551      | abgesetzt durch Eduard VI.                                                            |
| John Scory                                           | 1552 | 1553      | vorher Bischof von Rochester                                                          |
| George Day                                           | 1553 | 1556      | wiedereingesetzt durch Maria I.                                                       |
| John Christopherson                                  | 1557 | 1559      | letzter römisch-katholischer Bischof                                                  |
| William Barlow                                       | 1559 | 1568      | vorher Bischof von St Davids und Bath & Wells                                         |
| Richard Curtis (Curteys)                             | 1570 | 1582      |                                                                                       |
| vakant                                               | 1582 | 1586      |                                                                                       |
| Thomas Bickley                                       | 1586 | 1596      |                                                                                       |
| Anthony Watson                                       | 1596 | 1605      |                                                                                       |
| Lancelot Andrewes                                    | 1605 | 1609      | danach Bischof von Ely                                                                |
| Samuel Harsnett                                      | 1609 | 1619      | auch Erzdiakon von Essex und Bischof von Norwich                                      |
| George Carleton                                      | 1619 | 1628      | vorher Bischof von Llandaff                                                           |
| Richard Montagu (Mountague)                          | 1628 | 1638      | danach Bischof von Norwich                                                            |
| Brian Duppa                                          | 1638 | 1641      | danach Bischof von Salisbury                                                          |
| Henry King                                           | 1642 | 1669      |                                                                                       |
| Peter Gunning                                        | 1670 | 1675      | danach Bischof von Ely                                                                |
| Ralph Brideoake                                      | 1675 | 1678      |                                                                                       |
| Guy Carleton                                         | 1679 | 1685      | vorher Bischof von Bristol                                                            |
| John Lake                                            | 1685 | 1689      | vorher Bischof von Bristol                                                            |
| Simon Patrick                                        | 1689 | 1691      | danach Bischof von Ely                                                                |
| Robert Grove                                         | 1691 | 1696      |                                                                                       |
| John Williams                                        | 1696 | 1709      |                                                                                       |
| Thomas Manningham                                    | 1709 | 1722      |                                                                                       |
| Thomas Bowers                                        | 1722 | 1724      | Erzdiakon von Canterbury                                                              |
| Edward Waddington                                    | 1724 | 1731      |                                                                                       |
| Francis Hare                                         | 1731 | 1740      | vorher Bischof von St. Asaph                                                          |
| Matthias Mawson                                      | 1740 | 1754      | vorher Bischof von Llandaff                                                           |
| Sir William Ashburnham                               | 1754 | 1797      |                                                                                       |
| John Buckner                                         | 1798 | 1824      |                                                                                       |
| Robert James Carr                                    | 1824 | 1831      | danach Bischof von Worcester                                                          |
| Edward Maltby                                        | 1831 | 1836      |                                                                                       |
| William Otter                                        | 1836 | 1840      |                                                                                       |
| Philip Nicholas Shuttleworth                         | 1840 | 1842      |                                                                                       |
| Ashurst Turner Gilbert                               | 1842 | 1870      |                                                                                       |
| Richard Durnford                                     | 1870 | 1895      |                                                                                       |
| Ernest Roland Wilberforce                            | 1896 | 1907      |                                                                                       |
| Charles John Ridgeway                                | 1908 | 1919      |                                                                                       |
| Winfrid Oldfield Burrows                             | 1919 | 1929      |                                                                                       |
| George Kennedy Allen Bell                            | 1929 | 1958      |                                                                                       |
| Roger Plumpton Wilson                                | 1958 | 1974      |                                                                                       |
| Eric Waldram Kemp, DD                                | 1974 | 2001      |                                                                                       |
| John William Hind, BA                                | 2001 | 2012      |                                                                                       |
| Martin Warner                                        | 2012 | amtierend |                                                                                       |